# 地下铁 (桌游)
地下铁（Metro）是由 Dirk Henn 设计的一种圖版遊戲，可供2到6个人同时使用，最早于1997年由 db-Spiele 以“铁马”（Iron Horse）之名发行，后由女王游戏公司（Queen Games）以现名发行改良版。该游戏于2000年获得 Spiel des Jahres 奖提名，于2001年被评为門薩首選。

## 组成
该游戏的组成成分包括1个可折叠游戏板、60块轨道板、6块线路图、61个列车棋、6个标记棋子和1本规则手册。列车棋和标记棋子均有6种颜色：标记棋子中，各种颜色均有1个；列车棋的数量则与玩家数量相关：黄色和蓝色各16个，对应2人模式的 2×16；橙色10个，对应3人模式的 3×10；绿色8个，对应4人模式的 4×8；紫色6个，对应5人模式的 5×6；黑色5个，对应6人模式的 6×5。

## 规则

### 游戏板
游戏板呈正方形，由10×10个方格组成，包括：
- 边角方格：总计 4×1=4 个，为空方格。
- 四角之间边缘处的方格：总计 8×4=32 个，代表普通车站，从普通车站出发建立与别的车站的连接可获得积分。
- 中心区域：总计 2×2=4 个，代表主站，建立与主站的连接可获得双倍积分。
- 剩余方格：总计 60 个，用于自由搭建轨道。

### 目标
玩家在游戏中扮演地铁轨道设计师的角色，规划出将在1900年世界博览会上启用的巴黎地铁网络。各玩家从其管辖车站出发，与别的车站之间建立尽可能长的轨道连接，通过有效连接来获得积分。

### 过程
游戏开始前，根据玩家数量确定线路图和各玩家拥有的列车数，然后各玩家根据选定线路图的要求确定其管辖车站，并将对应颜色的列车棋放在管辖车站上。
游戏进行时，60块轨道板在打乱后背面朝上叠放于游戏板中央；从最年轻的玩家开始，各玩家按顺时针方向轮流抽取轨道板用于搭建轨道，玩家可以选择立即使用抽取的轨道板，或者不使用先抽的那一块而是再抽取一块使用；当60块轨道板全部被用完时，游戏结束。

### 计分
当某玩家完成一条有效路径的连接时，其使用自己的标记棋子计算路径积分，该路径每经过一块轨道板积1分（多次经过则计算多倍积分），与主站相连可得双倍积分；积分计算完毕后，该玩家可将列车棋旋转90°以保证其不会被二次积分，亦可直接拿走列车棋。游戏结束时，总积分最多的玩家获胜。

### 变体
游戏设计当时，各轨道板所标定位箭头的指向须保持一致，不可转换方向，而一种变式玩法则无此限制；另一种变式玩法在游戏开始前，先给各玩家分配2到3块轨道板，从而为玩家提供提前规划路线的机会。